# Richard Tee
Richard Tee (New York, 24 november 1943 - aldaar, 21 juli 1993) was een Amerikaanse muzikant (piano, orgel) en arrangeur.

## Biografie
Richard Tee kreeg tijdens zijn jeugd twaalf jaar lang een klassieke muziekopleiding o.a. aan de Fiorello H. LaGuardia High School of Music & Art and Performing Arts in New York. Na deze opleiding werd hij door Motown Records in Detroit als 'huispianist' gecontracteerd en werkte hij zich op tot een vast tewerkgesteld arrangeur.
Na zijn terugkeer naar New York werkte hij samen als studiomuzikant, zowel op piano alsook aan de hammondorgel met o.a. Bob James, Aretha Franklin, Herbie Mann, Grover Washington jr., Roland Kirk, Hank Crawford, James Brown, Peter Gabriel, Chaka Khan en Joe Cocker. 
De bekendste opnamen van Richard Tee waren afkomstig uit zijn jarenlange samenwerking met Paul Simon. Pianoklanken uit Bridge over Troubled Water en Still Crazy After All These Years werden gespeeld door Richard Tee. Hij was echter niet alleen studiomuzikant, maar ook livepianist. Hij begeleidde onder meer Paul Simon zowel tijdens diens Rhythm-of-the-Saints-toer alsook tijdens het concert in het Central Park. Ook in de Paul-Simon-Unplugged-Band zat Richard Tee aan de piano.
Zijn pianostijl werd beïnvloed door de r&b-, funk- en soulmuziek uit de jaren 1970, waarbij hij deze, vooral bij rustigere nummers, kon aankleden met een groot aandeel gospel. Zijn heel bijzonder handelsmerk was echter een zelfstandige Fender-Rhodes-sound, die hij opwekte met behulp van een faser.

## Overlijden
Richard Tee overleed op 21 juli 1993 op 49-jarige leeftijd in The Bronx aan de gevolgen van prostaatkanker.
- Bibsys: 4055254
- Bibliothèque nationale de France: cb13921600f (data)
- CiNii: DA16222114
- Gemeinsame Normdatei: 134537238
- International Standard Name Identifier: 0000 0000 2511 9594
- Library of Congress Control Number: n85025851
- MusicBrainz: 44292a39-8d22-4a9f-b85e-449fc19243f3
- Nationale Bibliotheek van Tsjechië: xx0201137
- Nationale Bibliotheek van Israël: 987007440333705171
- Nederlandse Thesaurus van Auteursnamen: 073911054
- Système universitaire de documentation: 156660598
- Virtual International Authority File: 49409967
- WorldCat: E39PBJgt4FJtpDp3FrP8FxxVYP